# Jogos Bolivarianos da Juventude
Os Jogos Bolivarianos  da Juventude (em castelhano:  Juegos Bolivarianos de la Juventud) são um evento multiesportivo inicialmente previsto para 2020, sendo Lima a sede da primeira edição, mas, a renúncia do Comitê Olímpico Peru, os jogos foram remarcados para 2024  em Sucre, previsto para realização no período de 5 a 14 de abril de Organização Desportiva Bolivariana (ODEBO) em parceria com Organização Deportiva Panamericana (ODEPA), com a participação dos países-membros:Bolívia, Chile, Colômbia, Equador, Panamá, Peru e Venezuela

## Edições

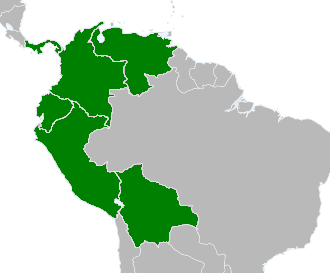
Países participantes dos Jogos Bolivarianos da Juventude

| Ano           | Cidade-sede       | Duração       | Países | Maior medalhista |
| ------------- | ----------------- | ------------- | ------ | ---------------- |
| 2024 detalhes | BOL Bolívia Sucre | 5-14 de abril | 7      |                  |

## Quadro geral de medalhas
| Ordem | País  | Medalha de ouro | Medalha de prata | Medalha de bronze | Total |
| ----- | ----- | --------------- | ---------------- | ----------------- | ----- |
| 1     | ND    |                 |                  |                   | 0     |
| 2     | ND    |                 |                  |                   | 0     |
| 3     | ND    |                 |                  |                   | 0     |
| 4     | ND    |                 |                  |                   | 0     |
| TOTAL | TOTAL | 0               | 0                | 0                 | 0     |